# Samuel Karlsson

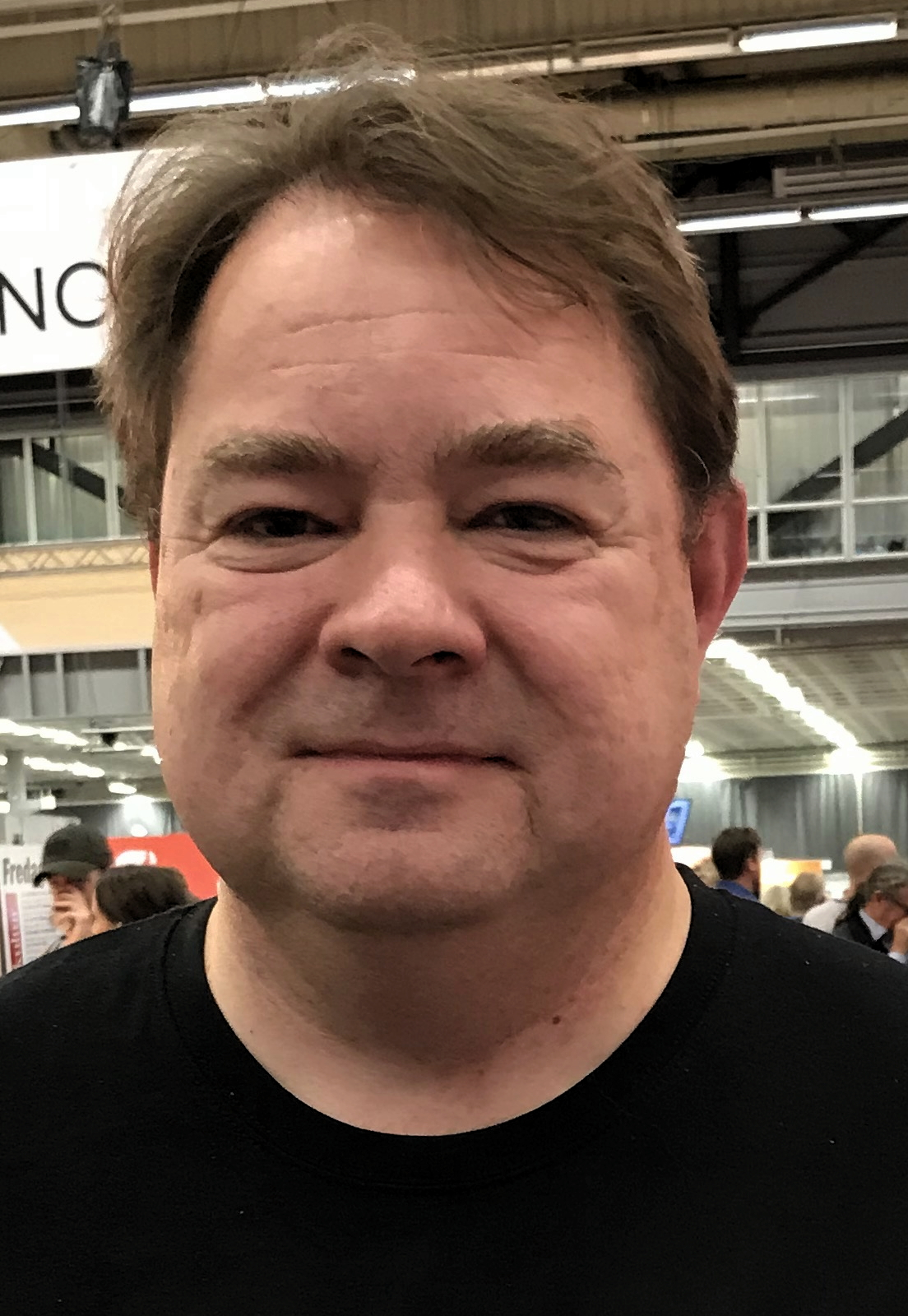
Samuel Karlsson (2019)

Samuel Karlsson, född den 14 juni 1969, är en svensk journalist och deckarförfattare. Han har sina rötter i Vimmerby i Småland. Efter journalistutbildning arbetade han som konsumentreporter på Expressen och Aftonbladet. År 2004 var han med och startade tidningen Idrott och Kunskap. Den journalistiska banan inledde han på Djursdala Närradio.
Karlsson var chefredaktör på tidningen Praktiskt Båtägande från 2007 till 2011. Hösten 2011 började han som chefredaktör på tidningen Vi Båtägare för att ett år senare bli chefredaktör på Jaktmarker & Fiskevatten. Han har också skrivit flera böcker med kulturhistoria och hantverk som specialområde.   
Karlsson debuterade som deckarförfattare 2011 med Mordet på Hammarskjöld. Har därefter skrivit flera deckare om kriminalkommissarie Louise Hård och hennes kollegor på polisstationen i Hultsfred. Han har också skrivit serien "Morden på Mörkö" med kriminalinspektör Jessica Jackson som huvudkaraktär. Böckerna utspelar sig i Tjust skärgård utanför Västervik. 